# Aframomum polyanthum
Aframomum polyanthum là một loài thực vật có hoa trong họ Gừng. Loài này được (K.Schum.) K.Schum. mô tả khoa học đầu tiên năm 1904.